# ブルーミントンの恋
『ブルーミントンの恋』（英: Bloomington）は、2010年に製作されたアメリカ合衆国の映画。

## キャスト
- キャサリン：アリソン・マカティー
- ジャッキー：サラ・スタウファー
- リリアン：キャサリン・アン・マグレガー
- ザック：レイ・ザップ
- ウェイド：J・ブレイクモア
- サンディー
- レイチェル：チェルシー・ロジャース
- マシュー・W・アレン
- ジム・ドーガーティ

## 上映
- 2011年10月8日・9日 - 第20回東京国際レズビアン&ゲイ映画祭[1]